# Чикола
Чикола́ или Цикола́ (осет. Цикола, Пусулмонгъæу) — село в Ирафском районе Республики Северная Осетия — Алания. Административный центр Ирафского района.
Образует муниципальное образование «Чиколинское сельское поселение», как единственный населённый пункт в его составе.

## Этимология
По мнению Анастасии Цагаевой, в основе перевода топонима лежат ногайские уьч – «замерзать» и коль – «озеро», - «замерзшее озеро» или «три озера», где уч – «три озера», где уч – «три» и коль (кель) – «озеро».

## География
Селение расположено в северной части Ирафского района, у подножья Лесистого хребта, в междуречье рек Урух и Чикола (Змейка). Находится в 70 км к северо-западу от Владикавказа.

## История
XIX век
После присоединения Осетии к Российской империи, царская администрация пыталась проводить политику раздельного расселения осетин-мусульман и осетин-христиан. Так, в 1852 году комиссия во главе с князём М. С. Воронцовым насильно выселила осетин-мусульман из аулов Стур-Дигора, Ахсау, Махческ, Галиат, Фаснал и Дур-Дур, переселив их в место, где они впоследствии основали село Вольно-Магометановское (ныне Чикола).
Вместе с крестьянами были переселены и феодалы (баделята). Весь XIX век был отмечен классовым конфликтом между Тугановыми (Вольно-Магометанскими баделатами) и крестьянством. Основу конфликта составляли земельные споры — Тугановы присваивали себе лучшие земли, переносили межевые знаки и т. д. В 1852 году в Вольно-Магометанском проживало более 500 душ, а по переписи 1860 года — уже 817 человек, которые имели 4633 десятин земли.
По переписи 1886 года население составляло 2052 человек (297 дворов). из них мужчин - 1088, женщин - 964: 88 фамилий: Цориевы - 15 дворов; Макоевы - 14 дворов; Тавасиевы - 11 дворов; Царикаевы, Золоевы - 9 дворов; Баликоевы - 8 дворов; Тускаевы, Лагкуевы, Кертановы, Дедегкаевы, Батыровы - 7 дворов; Гуцунаевы, Дзарасовы, Будтуевы, Хекилаевы, Хасцаевы - 6 дворов; Айдаровы, Гулуевы, Медоевы, Тамаевы, Токаевы - 5 дворов; Цавкаевы, Цаголовы, Тавказаховы, Марзоевы, Мостиевы, Кардановы, Дзадзаевы, Гокоевы, Бесоловы, Бичиловы - 4 двора; Цомаевы, Тобоевы, Салказановы, Майрансаовы, Малкаровы, Дзагуровы, Каировы, Гацаловы, Увжикоевы, Газдаровы, Батаевы - 3 двора; Темировы, Албегоновы, Газдановы, Гатиевы, Гугуевы, Гамахаровы, Кадоховы, Маликиевы, Малиевы, Соскиевы, Цавкиловы - 2 двора; Бабочиевы, Бекиевы, Бутуевы, Гокиновы, Дарчиевы, Гуларовы, Дзансоловы, Икаевы, Зекеевы, Караевы, Кабеговы, Кодоевы, Кумыковы, Султановы, Маргоевы, Озиевы, Пиновы, Сабановы, Созаевы, Сугкоевы, Тадеевы, Тотооновы, Тегаевы, Тетцоевы, Туккаевы, Хадоновы, Хакиевы, Химилоновы, Хортиевы, Цопановы, Шиуконовы - 1 двор. Самым пожилым к моменту переписи был Али Габисович Кадохов — 108 лет. На русском языке тогда могли объясняться Аслангери Багиевич, Татаркан Папунович, Карасе Папунович, Хазби Батыров, Умар Дедегкаев, Дзандар Дзагуров, Ибрагим Дзадзаев.
Из сельских предприятий имелась одна торговая лавка и семь водяных мельниц на реках Чикола и Урух. В селе были 4 деревянные мечети и одна начальная школа (медресе). Административно Вольно-Магометанское относилось к 3-му участку Владикавказского округа Терской области.
1900—1917
Постоянной проблемой в Вольно-Магометанском была нехватка земли. Ситуацию ухудшала политика Кавказской администрации. Наиболее плодородные земли отдавались казакам и помещикам. В Вольно-Магометанском на душу населения земли приходилось в 5-6 раз меньше, чем в соседних казачьих станицах, и в 10-12 раз меньше, чем у помещиков. Ещё больше ухудшала ситуацию переселенческая политика государства. Терская область стала объектом русского и украинского заселения. Рядом с Вольно-Магометанским образовалось 12 переселенческих хуторов. В условиях жёсткого земельного голода кто-то должен был уступить. И после революции 1905 года поселенцы стали уезжать, продавая свои хозяйства Вольно-Магометанским кулакам.
Во время революции 1905 года в Вольно-Магометанском произошло восстание. Магометанцы за неделю вырубили и вывезли 200 гектаров Тугановского леса, после чего 150 человек учинили погром в сельском правлении, изъяв постановления о штрафах за порубки казённого леса (присвоенного Тугановыми). Восстание было подавлено карательным отрядом полковника Ляхова. В результате обстрела Магометанского было убито и ранено около 40 жителей.
1917—1941
К моменту Октябрьской революции баделиатам в Дигории принадлежало 227 тыс. десятин земли, а крестьяне были вынуждены платить высокую арендную плату, которая достигала 40 рублей за одну десятину.
Постановлением ВЦИК РСФСР от 1 апреля 1934 года, селение Магометановское Дигорского района было переименовано в селение «Цикола».
Антисоветское восстание 1930 года
Во время коллективизации в 1930 году в Чиколе произошло антисоветское восстание. Колхоз был разгромлен, все бумаги и делопроизводство — сожжены, а скот и инвентарь разобрали прежние владельцы. Некоторые крестьяне из Чиколы вспахивая весной поля, даже к ярмам быков приделали собственноручно изготовленные флаги с антиколхозными лозунгами.
В марте 1930 года лидер восстания Хадзимет Медоев, работавший завхозом в колхозе Чиколы, ушел в лес, где началась работа по организации вооруженного отряда. Повстанческий отряд, организованный и возглавляемый Медоевым, насчитывал 270—300 человек. Впоследствии к нему присоединился со своим отрядом балкарец Нухтар-Паша Ацканов. Местные воинские силы не были в состоянии справиться с восстанием, и поэтому на Северный Кавказ были брошены войска ГПУ и части Красной Армии, а жена Хадзимета Медоева вместе с грудным ребенком оказалась в тюрьме. Роль покровителя по отношению к Хадзимету Медоеву сыграл начальник владикавказского ОГПУ Горга Арсагов. Он попросил своего знакомого, старого партизана Татаркана Медоева отправиться в лес к Хадзимету Медоеву и передать ему следующее: восстание, несомненно, будет разгромлено; дальнейшее сопротивление повлечет за собой огромные жертвы среди населения; он, Арсагов, предлагает Хадзимету Медоеву сдаться, гарантируя, что он не будет расстрелян.
Непрекращающиеся аресты заложников, которым угрожал расстрел, оказали свое давление на психику Хадзимета Медоева и вынудили его к сдаче. Медоев получил 10 лет концлагерей. Он отбыл срок и жил перед войной в Карачаевской области.
Арсагов погиб в 1938 г., когда был расстрелян председатель областного исполнительного комитета Осетии Торгоев. Горга был арестован. Зная лучше, чем кто-либо иной, что его ожидает, он на допросе убил табуретом следователя НКВД и был застрелен. По слухам, Арсагов при этом воскликнул: «От вас, собаки, и умереть хорошо!»

## Население
| 1939  | 1959  | 1970  | 1979  | 1989  | 2002  | 2010  |
| ----- | ----- | ----- | ----- | ----- | ----- | ----- |
| 7208  | →7208 | ↗7323 | ↘6835 | ↘6723 | ↗7017 | →7017 |
| 2011  | 2012  | 2013  | 2014  | 2015  | 2016  | 2017  |
| ↗7020 | ↘6983 | ↘6919 | ↘6821 | ↗6835 | ↗6850 | ↘6824 |
| 2018  | 2019  | 2021  | 2023  | 2024  |       |       |
| ↘6801 | ↗6810 | ↗7366 | ↘7288 | ↗7292 |       |       |

Национальный состав
По данным Всероссийской переписи населения 2010 года.
| Народ   | Численность, чел. | Доля от всего населения, % |
| ------- | ----------------- | -------------------------- |
| осетины | 6692              | 95,4 %                     |
| русские | 86                | 1,2 %                      |
| другие  | 239               | 3,4 %                      |
| всего   | 7017              | 100 %                      |

## Экономика
В настоящее время в Чиколе действуют предприятия пищевой и лёгкой промышленности, крупнейшим из которых является — Ирафская швейная фабрика. Предприятия пищевой промышленности — преимущественно небольшие частные фирмы, специализирующие на производстве зерна и картофеля; из них наиболее значительно ОАО «Чико», выпускающее минеральную воду, слабоалкогольные напитки, плодоовощные консервы.
Сельскохозяйственные предприятия представлены колхозом имени Ленина, а также «ООО Ирафагро и К».
В селе действует муниципальная типография.

## Религия
В селе действует одна мечеть, восстановленная в 1990-х годах:
- Суннитская мечеть «Покорность — Ислам» — ул. Будтуева, 6.

## Известные уроженцы
Родившиеся в Чиколе:
- Братья Темировы — шесть братьев из семьи Темировых, погибшие во время сражений Великой Отечественной войны.
- Золоев Татаркан Магометович — геолог-нефтяник. Лауреат Государственной премии СССР (1946, 1959). Заслуженный деятель науки и техники РФ (1957), почетный нефтяник СССР (1975).
- Макоев Алихан Амурханович — Герой Советского Союза.

Наука
- Гатиева Альбина Магаметовна (1956) ― российский учёный в области педагогики, кандидат педагогических наук, профессор.
- Дедегкаев Виктор Хасанбиевич (1948) — российский учёный-педагог, доктор экономических наук, профессор.
- Дзарасов Солтан Сафарбиевич (1928–2015) — российский экономист, сопредседатель СДПР в 1996-98 гг.
- Токаев Нох Хасанбиевич (1941–2024) — доктор экономических наук, профессор, заслуженный деятель науки и техники.

Спорт
- Аршиев Сосланбек Арсенович — российский футболист, вратарь.
- Бичилов Рамазан Рахманович — заслуженный тренер РСФСР по вольной борьбе (1990), мастер спорта СССР. Первый тренер Арсена Фадзаева.
- Гацалов Хаджимурат Солтанович — заслуженный мастер спорта по вольной борьбе, олимпийский чемпион, многократный чемпион мира и Европы.
- Дедегкаев Казбек Иссаевич — заслуженный тренер России по вольной борьбе (1992), мастер спорта СССР.
- Дедегкаев Казбек Магометович — заслуженный тренер России и СССР по вольной борьбе, мастер спорта.
- Дзадзаев Мирон Таймуразович — российский борец вольного стиля, чемпион Европы среди юниоров (1997), трёхкратный призёр чемпионатов России (1999, 2000, 2001). Мастер спорта международного класса по вольной борьбе.
- Фадзаев Арсен Сулейманович — заслуженный мастер спорта и Заслуженный тренер России по вольной борьбе, двукратный олимпийский чемпион, шестикратный чемпион мира и четырёхкратный чемпион Европы.
- Хатагов Тасолтан Магомедович — советский борец вольного стиля, двукратный чемпион СССР и победитель Спартакиады народов СССР.